# Augusta de Saxe-Gota-Altemburgo (1752-1805)
Augusta de Saxe-Gota-Altemburgo (Augusta Luísa Frederica), (30 de novembro de 1752 - 28 de maio de 1805) foi a filha mais velha do duque João Augusto de Saxe-Gota-Altemburgo e princesa-consorte de Schwarzburg-Rudolstadt devido ao seu casamento com o príncipe Frederico Carlos.

## Casamento
No dia 28 de novembro e 1780, em Stadtroda, Augusta casou-se com o príncipe Frederico Carlos de Schwarzburg-Rudolstadt. Augusta tinha já vinte-e-oito anos, uma idade considerada já tardia para se casar nesta época. Frederico, por seu lado, tinha já sido casado com uma prima, a princesa Frederica Sofia Augusta de Schwarzburg-Rudolstadt, de quem tinha seis filhos e tinha ficado viúvo dois anos antes.
Não nasceram filhos desta união. Frederico morreu quase treze anos depois. Augusta morreu a 28 de novembro de 1805, aos 52 anos de idade.